# Breno (football)
Pour les articles homonymes, voir Breno.
Breno Vinicius Rodrigues Borges, plus connu sous le nom de Breno, est un footballeur brésilien né le 13 octobre 1989 à Cruzeiro (État de São Paulo).

## Carrière en club
Révélé dans les équipes de jeunes du São Paulo FC, il accède à l'équipe première en 2007, avec laquelle il est sacré champion du Brésil et élu meilleur défenseur central du championnat. En décembre de cette même année, il est transféré au Bayern de Munich pour 12 millions d'euros. Il ira au club lors de ses 18 ans car le règlement de la ligue de football brésilienne interdit tout départ de mineur vers un autre continent. Le 2 janvier 2010 il rejoint le 1. FC Nuremberg pour un prêt de 6 mois. Il subit une grave blessure qui l'empêche de s'aguerrir dans la Bundesliga.
Au terme de ce prêt, il retrouve le Bayern Munich pour la saison 2010-2011, mais joue relativement peu sous les ordres de Louis van Gaal (13 matchs en championnat). Il dispute les huitièmes de finale aller et retour face à l'Inter Milan durant lesquels il est au supplice au marquage de Eto'o. Un retour au Brésil semble de plus en plus évident pour lui compte tenu de ses difficultés à s'imposer dans le club bavarois.

## Affaire judiciaire
Le joueur bavarois vit une saison 2011-2012 très compliquée ; entre l'incendie de son domicile, pour lequel la police le place sous contrôle judiciaire et son mal-être déclaré au sein de la réserve du Bayern Munich, qui lui vaut un avertissement du président Karl-Heinz Rummenigge.
Il est condamné à 3 ans et 9 mois de prison pour avoir intentionnellement incendié sa villa afin d'obtenir de l'argent de son assurance. Purgeant sa peine, en 2012, le joueur s'engage pour revenir à son club formateur São Paulo FC, jusqu'en 2015. Libéré pour bonne conduite le 13 décembre 2014, il rejoint l'équipe brésilienne le 19 décembre,.

## Carrière en sélection
Le 22 janvier 2008, Breno a été convoqué pour la première fois en Équipe du Brésil par Dunga pour le match amical face à l'Irlande du 6 février 2008. Cependant, il n'entre pas en jeu. La même année, il est retenu dans l'équipe olympique brésilienne qui a décroché la médaille de bronze aux Jeux olympiques de Pékin. Il est même titulaire en défense centrale au côté du joueur de Sao Paulo, Alex Silva.

## Palmarès

### Club
São Paulo FC
- Championnat du Brésil : vainqueur en 2007

 Bayern Munich
- Championnat d'Allemagne : vainqueur en 2008 et 2010
- Coupe d'Allemagne : vainqueur en 2010

### Sélection
- Médaille de bronze aux Jeux olympiques de 2008

### Distinctions individuelles
- « Bola de Prata » en 2007
- Révélation du championnat du Brésil en 2007
- Membre de l'équipe-type du championnat du Brésil en 2007